# Rejon berysławski
Rejon berysławski (ukr. Бериславський район) – rejon na Ukrainie, w obwodzie chersońskim, z siedzibą w Berysławiu. Jego powierzchnia wynosi 4747,1 km², zaś liczba ludności wynosi 94,1 tys. osób.
Na terenie rejonu znajduje się 11 hromad:
- Berysław(inne języki)
- Wełyka Ołeksandriwka(inne języki)
- Kałyniwśke(inne języki)
- Wysokopilla(inne języki)
- Myłowe(inne języki)
- Nowoworoncowka(inne języki)
- Noworajśk(inne języki)
- Tiahynka(inne języki)
- Borozenśke(inne języki)
- Koczubejiwka(inne języki)
- Nowoołeksandriwka(inne języki)

Rejon został utworzony 19 lipca 2020 roku decyzją Rady Najwyższej z 17 lipca 2020 roku o przeprowadzeniu reformy administracyjno-terytorialnej Ukrainy. W jego skład weszły dotychczasowe rejony:
- rejon nowoworoncowski
- rejon berysławski
- rejon wełykoołeksandriwski
- rejon wysokopilski